# Eugène Vavasseur
Pour les articles homonymes, voir Vavasseur (homonymie).
Eugène Charles Paul Vavasseur (né le 25 avril 1863 à Paris, mort le 6 février 1949 à Clichy) est un affichiste, caricaturiste, graphiste et lithographe français, également connu sous les pseudonymes de Merlet et Ripp.

## Biographie
Né à Paris (10e arrondissement) le 25 avril 1863, fils de Rosalie Merlet et de Clair Eugène Vavasseur, qui prendra le nom de « Maurice Lagarde », une fois devenu éditeur de La Silhouette, journal satirique, qui reparaît en janvier 1880, Vavasseur devient étudiant à l'école des beaux-arts de Paris, entre autres dans l'atelier d'Alexandre Cabanel. Il fréquente également les ateliers d'Émile Bin et Eugène Grasset. Il expose une première fois au Salon des artistes français en 1887 une peinture intitulée Un coin d'atelier ; son adresse mentionnée est le 47 rue de Dunkerque. Vavasseur expose de nouveau des huiles sur toile au Salon en 1889 et en 1894, devenant membre de cette société.
À compter de 1895, il livre des dessins humoristiques à des périodiques illustrés comme Le Rire, La Lecture, Le Petit Français illustré, L'Express de Lyon illustré, Le Monde moderne ; cette dernière publication est éditée par la Maison Quantin avec laquelle Vavasseur collabore en livrant des planches destinées à l'imagerie enfantine dès la fin des années 1880 pour la collection « Imagerie artistique ». On compte aussi durant cette période des dessins parus entre autres dans Le Sourire (1901), La Vie amusante (Fayard, 1903-1904) et L'Assiette au beurre (1904).
Affichiste réputé, Vavasseur est l'auteur entre autres de planches lithographiées publicitaires pour le journal L'Éclair, la peinture Ripolin (1898/1913), etc. Il ouvre un atelier à son nom au 5 rue de Nanterre à Asnières-sur-Seine.
Illustrateur d'ouvrages et de partitions musicales, il a pratiqué la bande dessinée dans les années 1930, livrant des planches entre autres pour les magazines Midinette (1935-1937) et Tom Pouce (Conti, 1939).

## Œuvre

### Affiches lithographiées
- Léon Juillet, Huile Rigal, 1895.

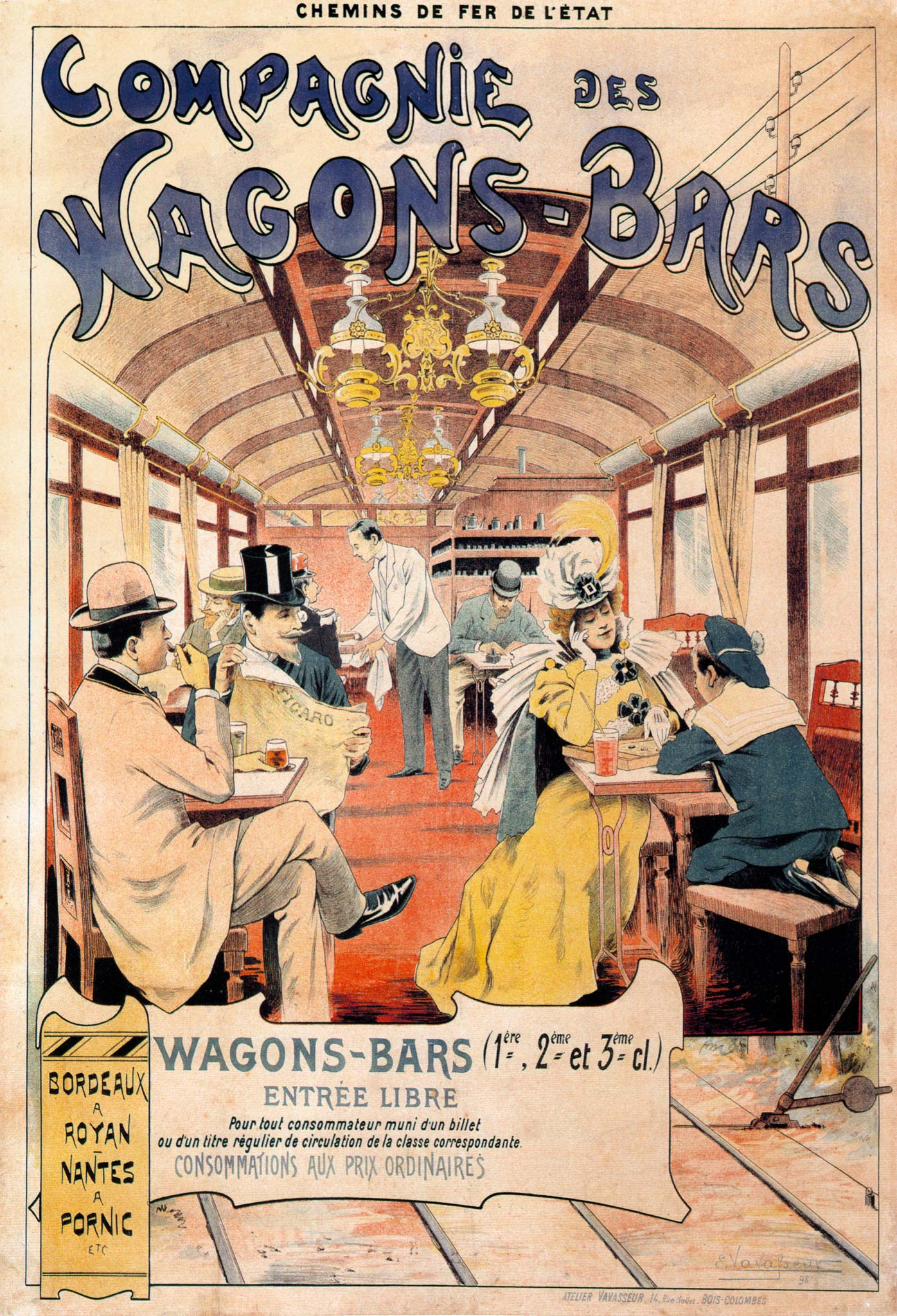
Compagnie française des Wagons-Bars, affiche, vers 1898.

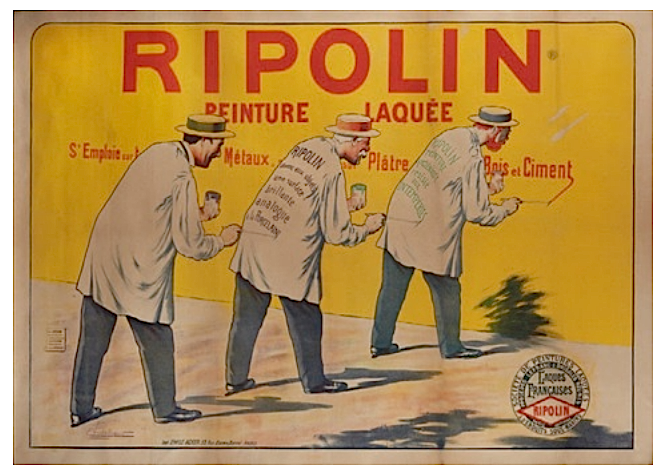
Ripolin peinture laquée..., affiche, vers 1898.

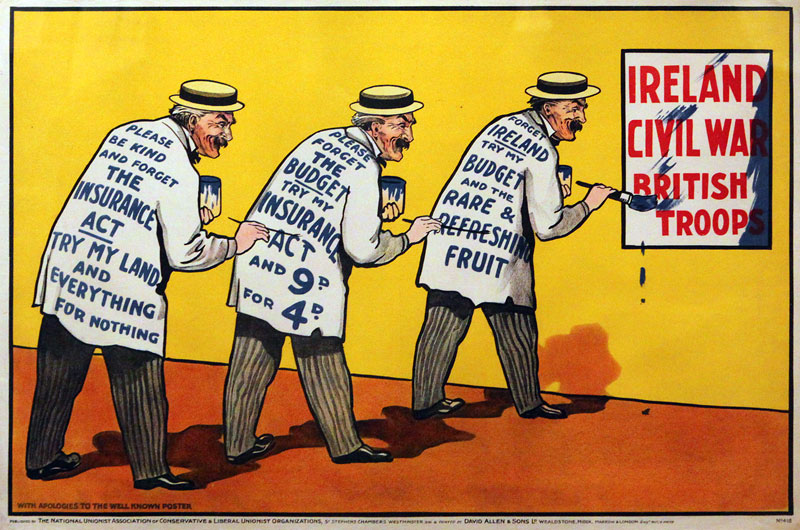
Reprise de la publicité de Ripolin dans une affiche politique datant de l'époque de la guerre d'indépendance irlandaise, vers 1920.

- Nous lisons tous Le Supplément, grand journal littéraire illustré, affiche Camis, vers 1895[6].
- Cycles Peugeot, 1896.
- L'Éclair, 5 centimes, 1897.
- Société française d'édition d'art Paris Henri May, 1897.
- Grands Magasins Bourse. Bruxelles. Exposition des Nouveautés d'hiver, 1898[7].
- Compagnie française des Wagons-Bars, vers 1898.
- Ripolin peinture laquée, 1898/1913[8],[9].
- Automobiles Gillet-Forest Paris, Atelier Vavasseur, 1900.
- Grand Bazar parisien & Nouvelles Galeries Rennes, vers 1900.
- À La Place Clichy 7 décembre étrennes jouets, 1903[10].
- Hammond Machine à écrire visible, 1904[11].
- Paris Agen Exposition des Nouveautés d'été, imprimerie Chaix, 1904[12].
- « Le National » bec à alcool à allumage automatique..., 1904[13].
- Grands Magasins de Nouveautés. Aux Dames de France, 1907[14].
- Angoulême, sa Cathédrale et ses Remparts Chemin de fer PO, vers 1910.
- 5 et 5 font 11 Chocolat Jules Damoy & Cie, vers 1910.
- Grasse Station climatique..., s.d.
- Baume Sadi, s.d.
- Radior, s.d.
- Marque à l'Aigle Chaussures en caoutchouc, s.d.
- Bière « La S[aint] Pizier » Bock Diamant, s.d.
- Bee's Polish Pâte pour toutes chaussures, s.d[15].
- Syndicat des fabricants de poteries culinaires en véritable terre de Vallauris, s.d.
- Autoloc Blocage sans secteur... SFA, s.d.
- Flanelle à maille du Dr Rasurel brave les intempéries, s.d.

### Publications illustrées
- Auguste Bazille, Danse arabe : pour piano, partition, H. Tellier, 1888.
- A. Bazille, Romance sans parole, piano fa mineur, partition, H. Tellier, 1888.
- Mlle Le Jeune, Ce bon Loff !, Ancienne Maison Quantin, Librairies-Imprimeries Réunies, 1892.
- Théodore Vernes, Aventures d'enfants, Ancienne Maison Quantin, 1893.
- Mme de Gériolles, Mémoires d'un rat écorché, Société française d'éditions d'art L.-Henry May, 1897.
- Guy Tomel, Petits métiers parisiens, illustré avec Maurice Martin, Eugène Fasquelle, 1898.
- Léo Dex, Les aventures scientifiques. Trois reporters à Fachoda, Ancienne librairie Furne / Combet et Cie, 1901.
- R. de Saint-Maur, Fiancé de Catherine, Ancienne librairie Furne / Combet et Cie, 1905.
- Paul d'Ivoi, coll. « Voyages excentriques », Ancienne librairie Furne, dont :
  - Corsaire Triplex, 20 compositions gravés sur bois avec Louis Tinayre, 1908 ;
  - Les voleurs de foudre, illustré avec Louis Bombled, 1912 ;
  - Match de milliardaire, illustré de 60 gravures d'après ses dessins, 1914 ;
  - Les dompteurs de l'or, illustré avec Henri Thiriet, 1914.
- Claude Ferval, Vie de château, coll. « Modern-Bibliothèque », A. Fayard, 1909.
- Ernest d'Hervilly, Les chasseurs d'édredons. Voyages et singulières aventures de M. Barnabé, Boivin, 1924.
- Charles Nodier, Contes et nouvelles, Nilsson, 1934.